# Johann Rosenmüller
Johann Rosenmüller (1619 - Wolfenbüttel, 10 de septiembre de 1684) fue un compositor barroco alemán que escribió música religiosa e instrumental y pasó la mayor parte de su vida en Italia.

## Biografía
Rosenmüller estudió en la Universidad de Leipzig, graduándose en 1640. Enseñó en la Escuela de Santo Tomás, y en 1651 fue nombrado organista de la iglesia de San Nicolás. En 1653 el ayuntamiento de Leipzig le prometió la sucesión a la cantorata de la escuela de Santo Tomás. Fue detenido y encarcelado bajo sospecha de haber mantenido relaciones con niños del coro. Tras escapar de la cárcel, huyó a Italia, donde fue contratado en Venecia en la iglesia de San Marcos en 1658.
Entre 1678 y 1682 ocupó el cargo de compositor en el Ospedale della Pietà, el famoso orfanato de niñas en el que Antonio Vivaldi fue director de música la mayor parte de la primera mitad del 1700.
Se le considera como una de las cumbres musicales de su época. Su música está totalmente influenciada por su vida, combinando los elementos alemanes e italianos.
Al final de su vida regresó a Alemania, donde trabajó como maestro de capilla. Murió en Wolfenbüttel, el 10 de septiembre de 1684.

## Obra
Compuso obras vocales; la mayoría de su música vocal es sacra y está influenciada por Heinrich Schütz.